# 西泠印社
30°15′11″N 120°08′07″E / 30.25306°N 120.13528°E
西泠印社，位于中华人民共和国浙江省杭州市西湖孤山西南麓、西泠橋旁，是中国研究金石篆刻的一个百年学术团体，有“天下第一名社”之称，今为全国重点文物保护单位。西泠印社的金石篆刻技艺是国家级非物质文化遗产。

## 歷史
1904年，由篆刻家丁仁、王禔、叶铭、厉良玉、吴隐等创建于杭州，篆刻大师吴昌硕为首任社长。今存东汉《三老讳字忌日碑》和一批名家石刻、摩崖题记。1978年獲准成立西泠印社出版社。1963年3月11日公布为第二批浙江省文物保护单位。2001年6月25日公布为第五批全国重点文物保护单位。
截止2024年12月31日，西泠印社成员共计516人，其中社员474人，名誉社员42人，分布于中国境内近30个省（市）自治区、港澳台，以及日本、韩国、新加坡、马来西亚、美国、法国、瑞典、加拿大等国家。

## 历任社长
1. 吴昌硕（1913年—1927年）[5]
2. 马衡（1948年—1955年）[5]
3. 张宗祥（1963年—1965年）[5]
4. 沙孟海（1979年—1992年）[5]
5. 赵朴初（1993年—2000年）[5]
6. 启功（2002年—2005年）[6]
7. 饶宗颐（2011年—2018年）[6]
8. 空缺（2018年至今）[7]

## 圖集
- 西泠印社
- 前牌坊
- 华严经塔
- 汉三老石室
- 汉三老石室内的三老碑
- 后牌坊
- 小龙泓洞
- 柏堂
- 印廊

## 外部連接
- 西泠印社社务委员会
- 西泠印社出版社